# Vorago
Vorago is een geslacht van halfvleugeligen uit de familie schuimcicaden (Cercopidae). De wetenschappelijke naam van dit geslacht is voor het eerst geldig gepubliceerd in 1949 door Fennah.

## Soorten
Het geslacht Vorago omvat de volgende soorten:
- Vorago boxi Fennah, 1949
- Vorago nanta Fennah, 1949
- Vorago radicis (China & Myers, 1934)
- Vorago thompsoni Paladini & Cryan, 2012
- Vorago undulata (Lallemand, 1924)